# Ortografía galesa
El alfabeto galés usa 29 letras (con ocho dígrafos incluidos) del alfabeto latino para escribir palabras galesas nativas así como extranjeras.
El acento agudo (en galés: acen ddyrchafedig), el acento grave (acen ddisgynedig), el acento circunflejo (acen grom, to bach o hirnod) y la diéresis (didolnod) se utilizan en las vocales como diacríticos, pero estas letras acentuadas no se consideran parte del alfabeto.
La letra j (je) ha sido aceptada en la ortografía galesa muy recientemente: para el uso en aquellas palabras que se han tomado prestadas del inglés en qué el sonido /dʒ/ está retenido en galés, incluso cuando esta letra no está representada en la palabra original inglesa, como en garej (garage, "garage") y ffrij (fridge, "nevera"). Otras palabras del inglés más antiguas que contienen el sonido /dʒ// se deletrearon de otra manera, resultando en dobletes ocasionales como Siapan y Japan ("Japón").
Las letras k, q, v, x, y z se utilizan a veces en términos técnicos, como por ejemplo kilogram ("kilogramo"), volt ("voltio") y zero ("cero"), pero en todos los casos pueden ser, y normalmente son, reemplazadas por letras puras galesas: cilogram, folt y sero.

## Historia

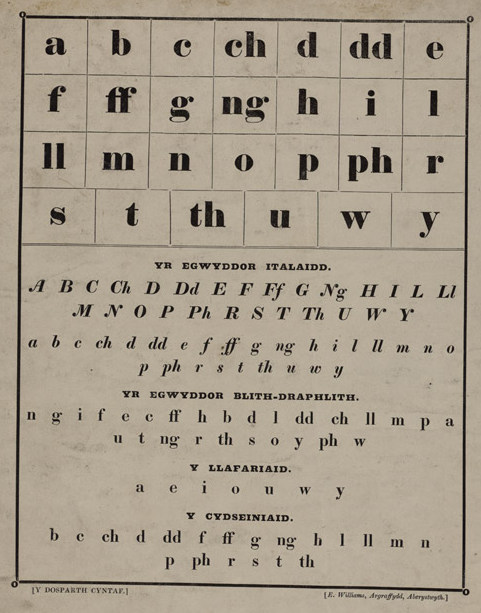
Un alfabeto galés del siglo XIX impreso en galés.

Los ejemplos más antiguos de la escritura galesa datan del siglo VI y están escritos en el alfabeto latino (galés antiguo). La ortografía antigua difiere con la actual o moderna, particularmente por el uso de p, t y c para representar los sonidos /b, d, g/, respectivamente, en el medio y al final de las palabras. De igual forma, los sonidos /v, ð/ se escribían con b y d.
En el periodo del galés medio, los sonidos /b, d, g/ (que se escribían como b, d, y g) también se escribían como en el galés antiguo, mientras que la consonante /v/ podía estar representada como u, v, f o w. La letra k también se usaba, no como en el alfabeto actual, particularmente antes de vocales anteriores. El desuso de esta misma letra se debió a la publicación del Nuevo Testamento Galés de William Salesbury y la Biblia Galesa de William Morgan, cuyas impresoras inglesas no tenían suficientes k para escribir cada sonido /k/ como esa letra. 
En este periodo, ð (mayúscula Ð) se utilizó como letra, intercambiable con dd, como en el pasaje del Nuevo Testamento de 1567: A Dyw y sych ymaith yr oll ðeigre oddiwrth y llygeid, que contiene tanto ð como dd. 
El impresor y editor Lewis Jones, uno de los cofundadores de Y Wladfa, el asentamiento de habla galesa en la Patagonia, favoreció una reforma de deletreo limitada en la que reemplazaba las letras galesas f y ff (/v/ y /f/, respectivamente) por las letras v y f, como en el inglés. Pero, de todas formas, el único vestigio real de esa práctica solo se mantiene en el nombre del asentamiento patagón Trevelin, que en la ortografía galesa estándar debería ser Trefelin.
En un comité de 1928 presidido por John Morris-Jones se estandarizó la ortografía del galés moderno.
Y en un comité de 1987 se hicieron unos pequeños cambios.

## Nombre de las letras y sus respectivos valores fonéticos
N: dialectos del norte
S: dialectos del sur
| Letra     | Letra     | Nombre en galés    | AFI                               |
| --------- | --------- | ------------------ | --------------------------------- |
| Mayúscula | Minúscula | Nombre en galés    | AFI                               |
| A         | a         | a                  | /a, ɑː/                           |
| B         | b         | bi                 | /b/                               |
| C         | c         | èc                 | /k/                               |
| Ch        | ch        | èch                | /χ/                               |
| D         | d         | di                 | /d/                               |
| Dd        | dd        | èdd                | /ð/                               |
| E         | e         | e                  | /ɛ, eː/                           |
| F         | f         | èf                 | /v/                               |
| Ff        | ff        | èff                | /f/                               |
| G         | g         | èg                 | /g/                               |
| Ng        | ng        | èng                | ŋ                                 |
| H         | h         | aets               | /h/                               |
| I         | i         | i (N), i dot (S)   | /ɪ, i:, j/                        |
| J         | j         | je                 | /ʤ/                               |
| L         | l         | èl                 | /l/                               |
| Ll        | ll        | èll                | /ɬ/                               |
| M         | m         | èm                 | /m/                               |
| N         | n         | èn                 | /n/                               |
| O         | o         | o                  | /ɔ, o:/                           |
| P         | p         | pi                 | /p/                               |
| Ph        | ph        | ffi                | /f/                               |
| R         | r         | èr                 | /r/                               |
| Rh        | rh        | rhi                | /r̥/                               |
| S         | s         | ès                 | /s/                               |
| T         | t         | ti                 | /t/                               |
| Th        | th        | èth                | /θ/                               |
| U         | u         | u (N), u bedol (S) | /ɨ̞, ɨː/ (N) /ɪ, iː/ (S)           |
| W         | w         | w                  | /ʊ, uː, w/                        |
| Y         | y         | ỳ                  | /ɨ̞, ɨː, ə/ (N) /ɪ, iː, ə, əː/ (S) |

### Diptongos
| Diptongo | Dialectos del norte | Dialectos del sur |
| -------- | ------------------- | ----------------- |
| ae       | /ɑːɨ̯/, /eːɨ̯/        | /ai̯/, /ɛi̯/        |
| ai       | /ai̯/                | /ai̯/              |
| au       | /aɨ̯/, /a/           | /ai̯/, /ɛ/         |
| aw       | /au̯, ɑːu̯/           | /au̯/              |
| ei       | /ɛi̯/                | /ɛi̯/              |
| eu       | /əɨ̯/                | /əi̯/              |
| ew       | /ɛu̯, eːu̯/           | /ɛu̯/              |
| ey       | /e.ɨ̯/               | /e.ɨ/             |
| iw       | /ɪu̯/                | /ɪu̯/              |
| oe       | /ɔɨ̯, ɔːɨ̯/           | /ɔi̯/              |
| oi       | /ɔi̯/                | /ɔi̯/              |
| ou       | /ɔɨ̯, ɔːɨ̯/           | /ɔi̯/              |
| ow       | /ɔu̯/                | /ɔu̯/              |
| uw       | /ɨu̯/                | /ɪu̯/              |
| wy       | /ʊ̯ɨ, u̯ɨ/            | /ʊ̯i/              |
| yw       | /ɨu̯, əu̯/            | /ɪu̯, əu̯/          |

## Diacríticos
El idioma galés cuenta con cuatro tipos de diacríticos.
El acento circunflejo es el más utilizado para marcar una vocal larga, así que â, ê, î, ô, û, ŵ, ŷ son siempre vocales largas. De igual forma, no todas las vocales largas se marcan con el acento circunflejo, significando así que a, e, i, o, u, w, y no son necesariamente vocales cortas.Ortografía galesa#Predicción de la longitud de las vocales
El acento grave o abierto se usa a veces, normalmente en palabras provenientes de otros idiomas, para marcar vocales que son cortas cuando se pensaría que normalmente sería una vocal larga. Ejemplo: mwg /muːɡ/ (humo), mẁg /mʊɡ/ (una taza)
El acento agudo o cerrado se usa a veces para marcar una sílaba final tónica en una palabra polisílaba. Por lo tanto, las palabras gwacáu ("vaciar) y dicléin ("disminución") son palabras agudas. Pero de todas formas, no todas las palabras polisílabas agudas se marcan con el acento agudo. También se utiliza este diacrítico para indicar que una w representa una vocal y no una semivocal, como en gẃraidd /ˈɡʊ.raið/ ("varonil, masculino") y gwraidd /ˈɡwraið/ ("raíz").
De forma parecida, la diéresis se usa para indicar que dos vocales se pronuncian separadamente y no como un diptongo. También se utiliza para hacer ver que la letra i se representa como /ij/, grupo que va siempre seguido de otra vocal.
Los acentos graves y agudos, en particular, se omiten muy seguido en escritura casual e informal, y pasa lo mismo, pero en menor medida, con la diéresis. El acento circunflejo no se omite normalmente. 

## Predicción de la longitud de las vocales
Como se ha mencionado antes, las vocales marcada con un acento circunflejo siempre son vocales largas, y estas marcadas con uno grave, siempre cortas. Si una vocal no está marcada con ninguna vocal, su longitud se determina a partir de su entorno (las reglas varían un poco dependiendo del dialecto). 
En todos los dialectos, solo deben ser vocales largas estas que se encuentren en sílaba tónica, las vocales que se encuentren en sílaba átona son siempre cortas.
Una vocal tónica sin ningún acento es larga cuando:
- está en la última sílaba de una palabra (palabra aguda) cuando no le sigue ninguna consonante o es una palabra monosílaba tónica: da /dɑː/ ("bien, bueno").
- está antes de b, d y g, y antes de todas las consonantes fricativas (excepto ll): mab /mɑːb/ ("hijo"), hoff /hoːf/ ("favorito, favorita"), peth /peːθ/ ("cosa"), nos /noːs/ ("noche").

Una vocal átona sin ningún acento es corta cuando:
- está en una palabra monosílaba átona: a /a/.
- está antes de p, t, c y ng: iet /jɛt/ ("portón"), lloc /ɬɔk/ ("aprisco"), llong /ɬɔŋ/ ("embarcación")
- está antes de la mayoría de los grupos consonánticos: sant /sant/ ("santo"), perth /pɛrθ/ ("cobertura, cerco"), Ebrill /ˈɛbrɪɬ/ ("Abril").

La vocal y, cuando se pronuncia /ə/, siempre es corta incluso cuando aparece en un entorno donde otras vocales serían largas: cyfan /ˈkəvan/ ("entero, entera"). Cuando se pronuncia como una vocal cerrada o casi cerrada, (/ɨ/ o /ɨ̞/ e norte y /i/ o /ɪ/ en el sur), sigue las mismas reglas que otras vocales.
Antes de l, m, n y r, las vocales sin diacríticos se pronuncian largas en unas palabras y cortas en otras. Antes de nn y rr, las vocales se pronuncian siempre cortas.
En dialectos del norte, las vocales largas son tónicas y aparecen en la sílaba final (aguda) de la palabra. Las vocales que están en sílabas no finales (en sílabas llanas, esdrújulas y sobreesdrújulas) son siempre cortas. Junto a las reglas anteriores, una vocal es larga en el norte antes de un grupo consonántico que comience con s. Antes de ll, una vcal es corta cuando ninguna consonante sigue a ll. Es larga cuando otra consonante sí que sigue a ll.
En dialectos del sur, las vocales largas aparecen una sílaba llana tónica del mismo modo que en una sílaba aguda tónica. Antes de ll, una vocal tónica en la última sílaba (palabra aguda) puede ser tanto larga como corta. De todas formas, una vocal en sílaba llana tónica antes de ll siempre es corta. Antes de s, una vocal en sílaba aguda tónica es larga, como se menciona arriba, pero una vocal en sílaba llana tónica es corta. Las vocales siempre so cortas antes de un grupo consonántico. 

## Dígrafos
Mientras que los dígrafos ch, dd, ff, ng, ll, ph, rh y th están escritos con dos símbolos, son considerados como letras independientes dentro del alfabeto. Eso significa que, por ejemplo, se considera que Llanelli (una ciudad al sur de Gales) solo tiene seis letras en galés, pero ocho en inglés. A consecuencia, cada uno de estos dígrafos tiene un solo espacio en crucigramas galeses. Ll en sí ha sido realmente escrito como una ligadura en galés medio.
A pesar de que los dígrafos anteriormente mencionados se consideren como una sola letra, solo el primer componente del mismo se escribe en mayúscula cuando una palabra en minúscula requiere su mayúscula inicial. 
Llandudno, Ffestiniog, Rhuthun, etc. (nombres de sitios)
Llŷr, Rhian, etc. (nombres personales)
Rhedeg busnes dw i. Llyfrgellydd ydy hi. (frases que comienzan por dígrafos)
Los dos componentes del dígrafo se escriben en mayúscula solo si la palabra completa está en mayúscula.
LLANDUDNO,  LLANELLI, Y RHYL (como en una señal)